# Antonio Meulener Verdeguer
Antonio Meulener Verdeguer (Algeciras, 16 de abril de 1861 - 17 de agosto de 1912) fue un militar e inventor español, especializado en materias de balística, química y metalurgia, así como desarrollador de algunos instrumentos topográficos, como el Bastón de Meulener, y el arma termobárica conocida como el Tóspiro.
La información sobre Antonio Meulener ha pasado desapercibida durante años, siendo los únicos testimonios sobre su vida los escritos de Luis Bermúdez de Castro, además de una investigación llevada a cabo por el periodista y reportero Pablo Villarubia, basándose en periódicos de la época, sobre todo locales de Toledo y en archivos militares públicos.

## Biografía
Antonio Meulener Verdeguer, hijo de Marcelina Verdeguer Nacasino y Antonio Meulener Casano, natural de Algeciras, quien era militar en el Cuerpo de Carabineros en esa ciudad. Ingresó a la Academia de Infantería de Toledo a los dieciséis años el 15 de agosto de 1877. Mostró un fuerte interés en el estudio, tanto en asuntos militares como en temas relacionados con tecnología de armamento y criptografía.
Después de dos años y medio en la academia, en 1880, obtuvo el rango de alférez con la posición más alta de su promoción. Inicialmente, se unió al Regimiento de las Antillas en Granada, pero solicitó un traslado a Madrid poco tiempo después. Esto le permitió tener más tiempo a prepararse para ingresar a la Escuela de Estado Mayor, aunque, por varias razones, nunca llegó a concretarse su ingreso.
Al ser una persona de espíritu inquieto, cambiaba frecuentemente de destino militar, ya que ninguno de los roles que desempeñaba le satisfacía. Desde su ingreso en la academia hasta su ascenso a teniente en 1885, sirvió en varios lugares, incluyendo el Batallón de Escribientes y Ordenanzas de Reserva de Fraga, el Batallón de Depósito de Algeciras y el Regimiento de Infantería Extremadura 15, ambos en su ciudad natal. Durante sus años en Algeciras, dedicó su tiempo libre a la investigación en balística, química, metalurgia y al desarrollo de dispositivos topográficos y criptográficos, sus verdaderas pasiones.

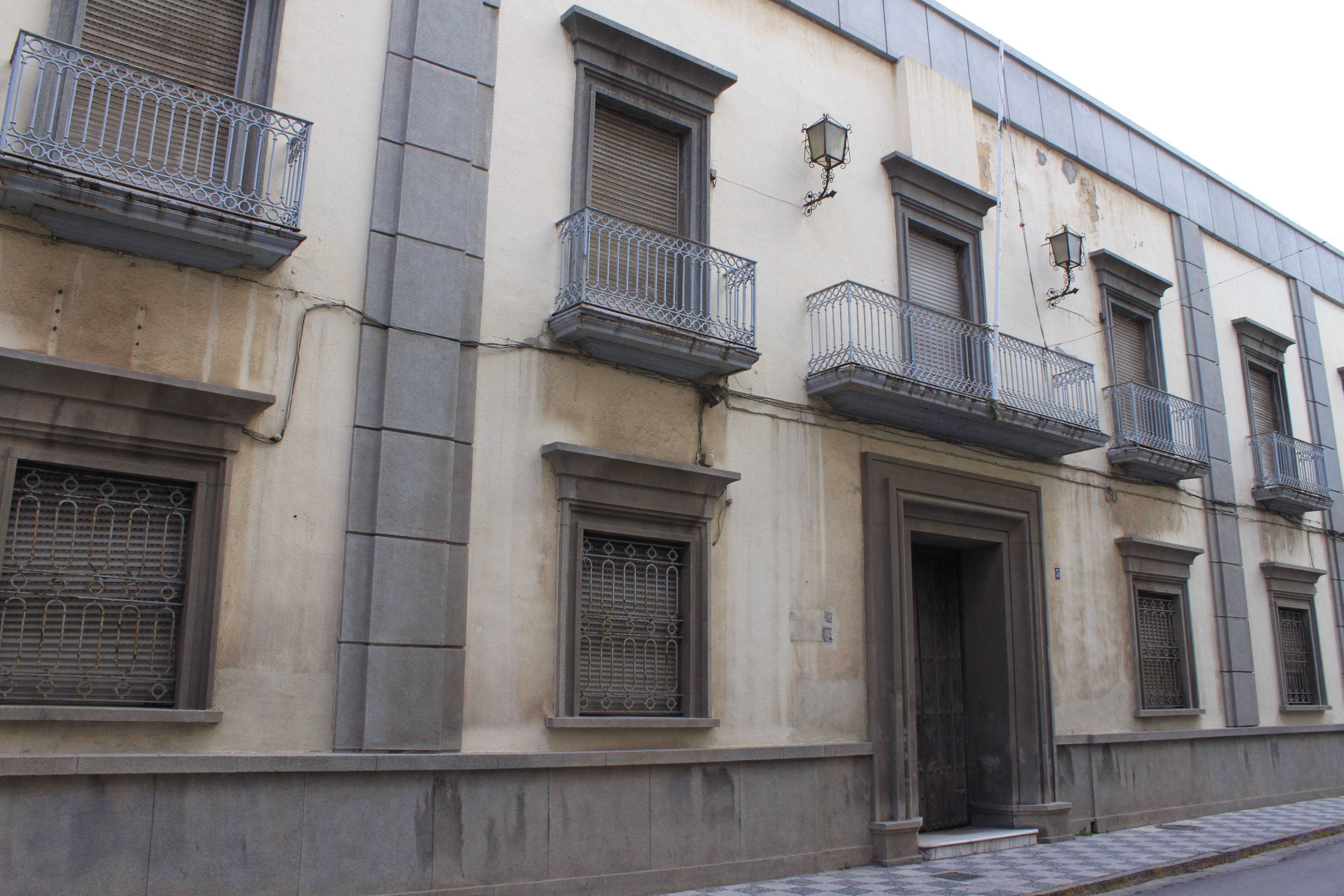
Edificio del Gobierno Militar de Algeciras, situado en la plaza del General Martí Barroso, donde Meulener estuvo destinado como ayudante del general José Gámir.

En 1885, presentó el Bastón de Meulener. Su experiencia en temas militares y tecnológicos le llevó a ser nombrado profesor asistente en la Academia General Militar en Toledo. Sin embargo, su salud precaria le obligó a tomar bajas médicas con frecuencia, lo que finalmente le llevó a dimitir de la Academia en octubre de 1886. De hecho, lo destinaron al regimiento de Tetuán, pero no pudo incorporarse por hallarse enfermo.
Después de pasar por varios regimientos, Meulener sirvió como ayudante de campo del general Jose Gámir y Maladen, comandante general del Campo de Gibraltar, viajando con él a Palma de Mallorca y Vitoria en 1892 debido a los nombramientos sucesivos de Gámir como capitán general de las Islas Baleares y las Vascongadas.
En agosto de 1893, cesó en su puesto de ayudante del capitán general para unirse al Batallón de Cazadores de Estella en Vitoria, donde fue ascendido a capitán en agosto del año siguiente. Pocos días después, volvió a ser nombrado como ayudante de campo del general Gámir, cargo que dejó en mayo de 1895.
Después de servir en varios regimientos, en enero de 1896 se convirtió en el ayudante de campo del general Julio Seriñá Raimundo, capitán general de Aragón. Después de la muerte del general, regresó a Algeciras y sirvió en el Regimiento de Reserva de Ronda, pero pronto fue nombrado como ayudante de campo del general Ángel Aznar Butigieg, director de la Escuela Superior de Guerra en abril de 1897.

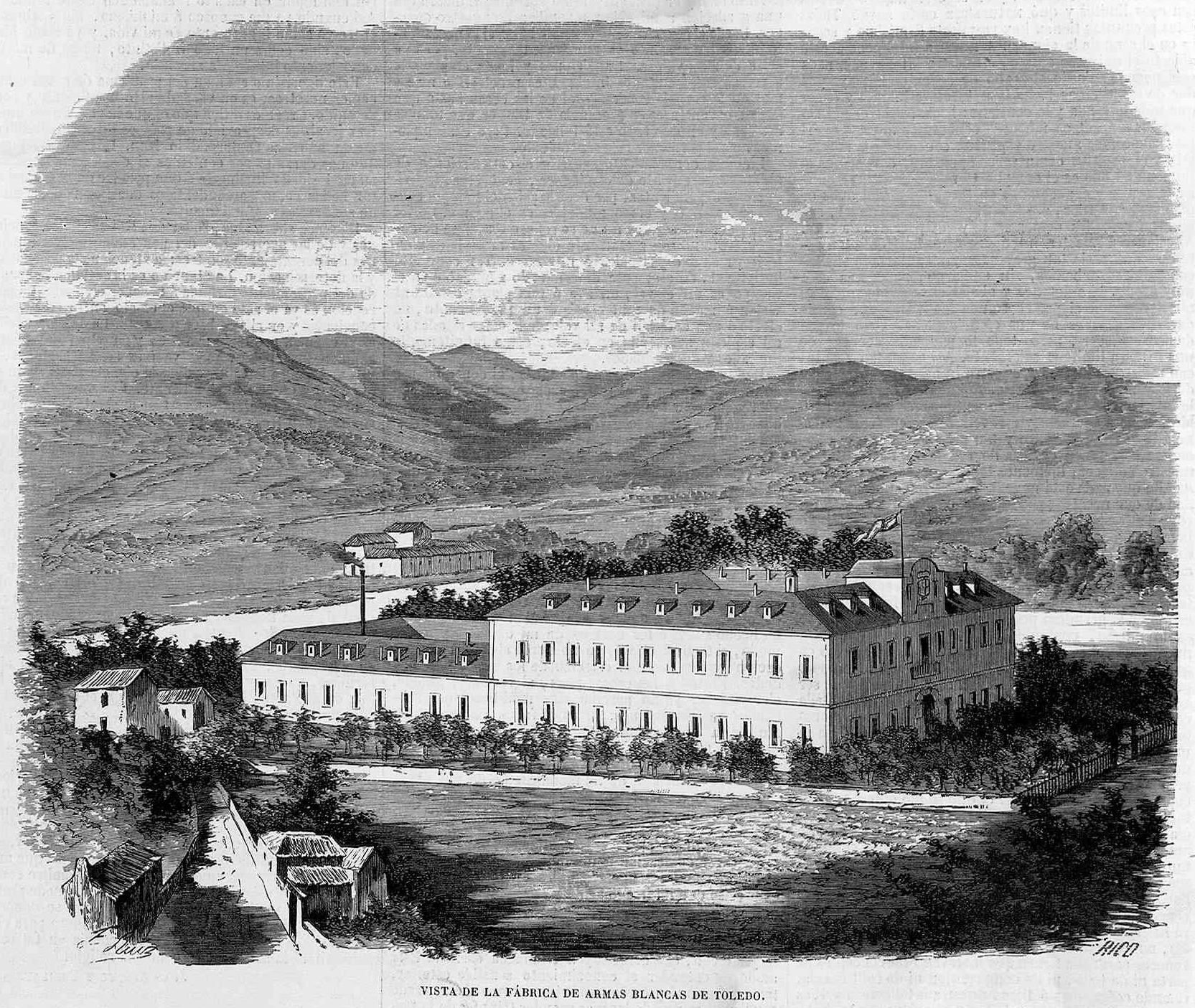
La fábrica de armas de Toledo, donde Antonio Meulener desarrolló el Tóspiro.

En mayo de 1899, Meulener fue asignado a la Fábrica de Armas de Toledo para trabajar en un proyecto de cañón-torpedo que había desarrollado. Sin embargo, las pruebas no dieron resultados satisfactorios. En febrero de 1902, se unió al general Agustín Luque Coca como su ayudante de campo y se mudó a Madrid cuando Luque fue nombrado Ministro de la Guerra.
Mientras tanto, Meulener continuó con sus investigaciones sobre el cañón-torpedo, que él consideraba un avance en la artillería. En diciembre de 1905, el general Luque le otorgó una comisión de servicios de tres meses en Algeciras para continuar su trabajo.
En mayo de 1906, fue ascendido a comandante y trabajó en el Ministerio de la Guerra. Dos años después, recibió la Cruz Blanca al Mérito Militar por un método criptográfico innovador que había desarrollado en 1894.
En febrero de 1912, se le otorgó una comisión de servicio especial en Algeciras para continuar con sus investigaciones, reconociendo la importancia de sus trabajos. Lamentablemente, falleció el 17 de agosto de 1912 a la edad de cincuenta y un años.

## Invenciones
Aunque no se han encontrado registros de todo aquello que desarrolló o en lo que trabajó, existen dos de ellos de muy considerable importancia.

### Bastón de Meulener
Un dispositivo que desarrolló en 1885, el cual revolucionó los levantamientos topográficos al combinar varios instrumentos en uno solo, tales como una brújula, un goniómetro, un heliógrafo, un telémetro y otros instrumentos de medición y cálculo, que permitían realizar de manera rápida y sencilla las mediciones de terrenos.

### Tóspiro
Como químico, en 1912 desarrolló un revolucionario explosivo al que había nombrado como tóspiro, el cual testeó en campos de Toledo. En dicha prueba se dispusieron cabezas de ganado por la zona de explosión para comprobar el nivel de destrucción, de lo cual no se encontró tras la detonación ni el menor rastro de los animales.
La potencia explosiva y los efectos del tóspiro fueron tan potentes y aterradores que el general Luis Bermúdez de Castro escribió "No hallé ni un árbol, ni un hierbajo, ni rastro alguno del ganado, ni piedrecilla en el suelo".
Tras esto, Meulener quedó tan impactado por lo que había creado que destruyó los planos y la fórmula del explosivo pocos días después de la primera y única prueba, lo cual fue poco antes de morir debido, se cree, al efecto tóxico de la propia arma que al parecer empeoró su estado de salud ya delicado a causa de la tuberculosis que padecía. Por ello, hoy en día no se conoce cuál fue su diseño, aunque se piensa que se trató de algún tipo de ingeniería termobárica. Hay que tener en cuenta que el desarrollo de esta arma fue anterior a la Primera Guerra Mundial y a la guerra civil española, por lo que la humanidad no conocía aún nada parecido con tal nivel de destrucción, lo que pudo impresionar e incluso asustar determinantemente a los militares, concretamente al autor. De hecho, Meulener tuvo que desarrollar incluso el sistema de lanzamiento y el propio proyectil que cargaba el explosivo, pues por aquel entonces la balística de misiles era aún muy incipiente.

## En la cultura popular
Aunque no sólo se negó a seguir con el proyecto, sino que destruyó la información de su propio estudio, las investigaciones realizadas durante los últimos años de su vida en Algeciras permanecieron olvidadas o en un intencionado secreto, siendo a partir de 2023 cuando la información ha empezado a publicarse en algunos medios, como el programa de televisión Cuarto Milenio, que dedicó una sección denominando a Meulener como el "Oppenheimer español".
La novela histórica Antonio Meulener: El Oppenheimer Español de Antonio Torremocha Silva (2024, Almuzara) aborda la vida de Meulener.